# Cantone di Bourbon-Lancy
Il Cantone di Bourbon-Lancy era una divisione amministrativa dell'arrondissement di Charolles.
È stato soppresso a seguito della riforma complessiva dei cantoni del 2014, che è entrata in vigore con le elezioni dipartimentali del 2015.
Comprendeva i comuni di:
- Bourbon-Lancy
- Chalmoux
- Cronat
- Gilly-sur-Loire
- Lesme
- Maltat
- Mont
- Perrigny-sur-Loire
- Saint-Aubin-sur-Loire
- Vitry-sur-Loire